# Myers Motors
Myers Motors ist ein US-amerikanischer Hersteller von Automobilen.

## Unternehmensgeschichte
Dana Myers gründete 2004 das Unternehmen in Tallmadge in Ohio. 2005 begann die Produktion von Automobilen. Der Markenname lautet Myers Motors.

## Fahrzeuge
Corbin Motors hatte den Corbin Sparrow gefertigt. Myers Motors übernahm das Modell und brachte es als NmG, kurz für No more Gas, auf den Markt. Es ist ein einsitziges Elektroauto. Das einzelne Rad des Dreirads befindet sich hinten.
Inzwischen steht auch ein vierrädriges Fahrzeug im Sortiment.